# Еколо
Еколо (на френски: Ecolo), съкращение на Конфедерирани еколози за организиране на оригинални борби (Écologistes Confédérés pour l'organisation de luttes originales) е белгийска зелена партия, активна главно сред френскоезичната общност. Тя е член на Европейската зелена партия. Нейни водачи са Жан-Мишел Жаво и Сара Тюрин.